# 达乌达·贾瓦拉
达乌达·凯拉巴·戴维·克韦西·贾瓦拉爵士，GCMG（英語：Sir Dawda Kairaba David Kweissi Jawara；1924年5月16日—2019年8月27日），冈比亚獨裁者，首任冈比亚总统，曾任冈比亚总理、人民进步党总书记。

## 早年
出生于冈比亚麦卡锡岛。曾就读于黄金海岸大学阿奇莫塔（兽医）学院、英国英格兰格拉斯哥大学，并于1952年毕业。随后他又再次返回苏格兰就读爱丁堡大学，并于1957年取得热带兽医医学学位。1958年被任命为政府兽医部门首席兽医官。

## 从政
1959年从政，创建和领导人民进步党。之后曾任议员，冈比亚半自治政府教育部长、总理，冈比亚内部自治政府总理。1965年冈比亚独立后任总理。1966年受封为爵士。1970年冈比亚成立共和国，贾瓦拉任第一任总统。1972年、1977年、1987年和1992年五次连任。1994年在政变中被葉海亞·賈梅推翻。

## 家庭
他有过三段婚姻，子女众多。1955年与约翰·马奥尼爵士的三女奥古斯塔·马奥尼结婚，并接受洗礼皈依基督教，使用教名“戴维”，称“戴维·克韦西·贾瓦拉”。两人育有五个子女。1965年与马奥尼离婚，并重新回归皈依伊斯兰教，恢复“达乌达·凯拉巴·贾瓦拉”姓氏，之后与沃洛夫人穆斯林女子奇丽尔结婚，后来又娶了一位穆斯林女子恩盖梅。